# Sławociesze
Sławociesze (niem. Franzhausen) – część miasta Szczecina na osiedlu Wielgowo-Sławociesze-Zdunowo. Dawniej samodzielna wieś.

## Historia
Franzhausen założono w 1768 roku. 
Po II wojnie światowej samodzielna gromada, początkowo w gminie Załom w powiecie gryfińskim w województwie szczecińskim. Wśród pierwszych polskich osadników dominowali przybysze z Kresów, głównie mieszkańcy czterech miejscowości woj. lwowskiego. Były to: Zubrza, Pasieki Zubrzańskie, Rzęsna Polska i Sokolniki. Nazwa Sławociesze została oficjalnie wprowadzona 22 sierpnia 1947 roku. Po zakończeniu wojny przejściowo stosowane były także nazwy Stanisławowo i Stanisławów. 
1 maja 1948 z gromady Sławociesze wyłączono skrawek terenu między południowo-wschodnią granicą miasta Dąbie a południowo-wschodnią granicą autostrady A6, włączając go do Szczecina, pozostały obszar gromady Sławociesze włączono do gminy Sowno w powiecie nowogardzkim województwa szczecińskiego. W ramach przeprowadzanej jesienią 1954 ogólnokrajowej reformy podstawowego szczebla administracji (głównie zastąpienie gmin gromadami) 5 października tegoż roku Sławociesze włączono w obszar miejski Szczecina.